# 凱文·格雷
凱文·格雷 (Kevin Gray) 是一位知名的母帶工程師、母帶製作公司 Cohearent Audio 創辦人。他因製作過 100 多張排名前十的專輯而聞名，其中包括死之華合唱團（The Grateful Dead） 、 比利·喬（Billy Joel）和何許人合唱團（The Who）等藝人的作品。 他還製作過海灘男孩 和瓊·拜亞 的專輯以及黑道家族和Tron等原聲帶的黑膠唱片版本。 此外，他亦曾經在1999年（瑪丹娜）、2000年（雪兒）連續兩年獲得葛萊美最佳舞曲錄音獎。
近年來，亦有許多華語唱片，包括萬方「割愛」專輯、金智娟(娃娃)「大雨」專輯、李建復「龍的傳人」專輯、52赫茲我愛你電影原聲帶等委由格雷處理母帶刻片發行黑膠唱片版本。
格雷於 18 歲時開始其錄音母帶製作生涯。在任職各母帶製作公司（例如Artisan Sound Recorders 、The Cutting System, Inc.、LRS、Future Disc Systems 和 AcousTech Mastering）數十年後，格雷於2010年成立了自己的母帶製作公司 Cohearent Audio, LLC。 